# Missal (Paraná)
Missal ist ein brasilianisches Munizip im Westen des Bundesstaats Paraná. Es hat 11.064 Einwohner (2022), die sich Missalenser nennen. Seine Fläche beträgt 324 km². Es liegt 316 Meter über dem Meeresspiegel.

## Etymologie
Zur Zeit der Emanzipation des Munizips wurde das Land galt Sentinela do Itaipu (deutsch: Wache am Itaipu) bezeichnet, weil es an den Itaipu-Stausee grenzt.
Der Name für das Munizip entstand aus dem Wunsch der Bischöfe, die Bezeichnung eines religiösen Gegenstands zu wählen, um seinen Ursprung aus der Religion zu symbolisieren. Jeder kannte damals das Gebiet als Gleba dos Bispos, das Land der Bischöfe. Es wurden mehrere Namen vorgeschlagen. Schließlich wurde auf Vorschlag von Siedlern und Pionieren Missal (deutsch: Messbuch) gewählt. Denn an ihm orientiert sich der Priester, um die Messe zu feiern, was das Ziel der geistlichen Arbeit des Priesters ist, so wie das Land das Ziel der materiellen Arbeit des Bauern ist.

## Geschichte

### Besiedlung
Die Mehrzahl der Ansiedler von Missal (1961 und 1962) gehörte zur zweiten Generation deutscher Einwanderer. Sie brachten die Merkmale der deutschen Kultur mit, die sich in den Fachwerkbauten, den Blumengärten und der Gastronomie ausdrücken. Im Laufe der Zeit erfuhren sie Anpassungen an die lokalen Gegebenheiten.
Die Sipal Colonizadora, gegründet von Pater José Backes, war maßgeblich für den Verkauf der Grundstücke und die Gründung der Stadt verantwortlich. Damals konnten sich in Missal nur Familien niederlassen, die der katholischen Religion angehörten. Unter der Leitung von Geraldo Sigaud, dem damaligen Bischof von Jacarezinho, teilte Pater José Backes ein Gebiet von dreitausend Alqueires (72 km2) auf, aus dem die Gemeinde Missal wurde.
Eine der wichtigsten Einnahmequellen zur Zeit der Kolonisierung war die Holzgewinnung.

### Erhebung zum Munizip
Missal wurde durch das Staatsgesetz Nr. 7566 vom 30. Dezember 1981 aus Medianeira ausgegliedert und in den Rang eines Munizips erhoben. Es wurde am 1. Februar 1983 als Munizip installiert.

## Geografie

### Fläche und Lage
Missal liegt auf dem Terceiro Planalto Paranaense (der Dritten oder Guarapuava-Hochebene von Paraná). Seine Fläche beträgt 324 km². Es liegt auf einer Höhe von 316 Metern.

### Vegetation
Das Biom von Missal ist Mata Atlântica.

### Klima
Das Klima ist gemäßigt warm. Es werden hohe Niederschlagsmengen verzeichnet (1618 mm pro Jahr). Im Jahresdurchschnitt liegt die Temperatur bei 22,4 °C. Die Klimaklassifikation nach Köppen und Geiger lautet Cfa.

### Gewässer
Missal liegt im Einzugsgebiet des Rio Paraná. Dessen Itaipu-Stausee begrenzt das Munizip im Westen. Entlang der südlichen Munizipgrenze fließt der Rio Ocoí zum Itaipu-Stausee.

### Straßen
Missal ist über die PR-495 mit Marechal Cândido Rondon im Nordosten verbunden. Im Südosten führt diese Staatsstraße nach Medianeira und als Estrada do Colono weiter durch den Nationalpark Iguaçu (aus Umweltschutzgründen seit 2001 geschlossen) bis zur Fähre über den Iguaçu. Die PR-497 führt zur BR-277 bei São Miguel do Iguaçu.

### Nachbarmunizipien
|              | Santa Helena                                | Diamante d’Oeste |
|              | Kompassrose, die auf Nachbargemeinden zeigt | Ramilândia       |
| Itaipulândia |                                             | Medianeira       |

## Stadtverwaltung
Bürgermeister: Adilto Luis Ferrari, DEM (2021–2024)
Vizebürgermeister: Eugenio Schwendler Chenho, DEM (2021–2024)

## Demografie

### Bevölkerungsentwicklung
| Jahr | Einwohner | Stadt | Land |
| ---- | --------- | ----- | ---- |
| 1991 | 10.372    | 35 %  | 65 % |
| 2000 | 10.433    | 48 %  | 52 % |
| 2010 | 10.474    | 52 %  | 48 % |
| 2022 | 11.064    |       |      |

Quelle: IBGE (2011)[1] und Volkszählung 2022

### Ethnische Zusammensetzung
| Gruppe * | 1991    | 2000    | 2010    | wer sich als …                                                                   |
| --- | ------- | ------- | ------- | -------------------------------------------------------------------------------- |
| Weiße | 87,7 %  | 93,8 %  | 81,8 %  | weiß bezeichnet                                                                  |
| Schwarze | 1,8 %   | 2,3 %   | 1,5 %   | schwarz bezeichnet                                                               |
| Gelbe | 0,0 %   | 0,0 %   | 0,3 %   | von fernöstlicher Herkunft wie japanisch, chinesisch, koreanisch etc. bezeichnet |
| Braune | 10,5 %  | 3,4 %   | 16,4 %  | braun oder als Mischung aus mehreren Gruppen bezeichnet                          |
| Indigene | 0,0 %   | 0,0 %   | 0,1 %   | Ureinwohner oder Indio bezeichnet                                                |
| ohne Angabe | 0,0 %   | 0,4 %   | 0,0 %   |                                                                                  |
| Gesamt | 100,0 % | 100,0 % | 100,0 % |                                                                                  |
| *) Das IBGE verwendet für Volkszählungen ausschließlich diese fünf Gruppen. Es verzichtet bewusst auf Erläuterungen. Die Zugehörigkeit wird vom Einwohner selbst festgelegt. |         |         |         |                                                                                  |

Quelle: IBGE (Stand: 1991, 2000 und 2010)

## Wirtschaft

### Abgaben des Kraftwerks Itaipu
Missal erhält vom Kraftwerk Itaipu für die Überflutung von 12,4 % seiner Gemeindeflächen Ausgleichszahlungen (genannt Royalties). Im Jahr 2017 finanzierten sie 24,0 % des Muniziphaushalts. Im Zeitraum 1990 bis 2019 beliefen sie sich auf insgesamt 78,4 Mio. US$.

### Kennzahlen
Mit einem Bruttoinlandsprodukt pro Einwohner von 34.102,36 R$ (rund 7.600 €) lag Missal 2019 an xxx. Stelle der 399 Munizipien Paranás.
Sein hoher Index der menschlichen Entwicklung von 0,7xx (2010) setzte es auf den 132. Platz der paranaischen Munizipien.